# Riserva indiana di Warm Springs

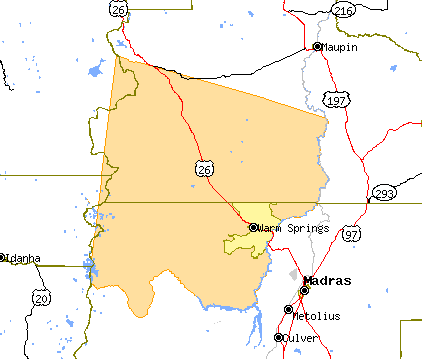
Mappa della Riserva indiana di Warm Springs.

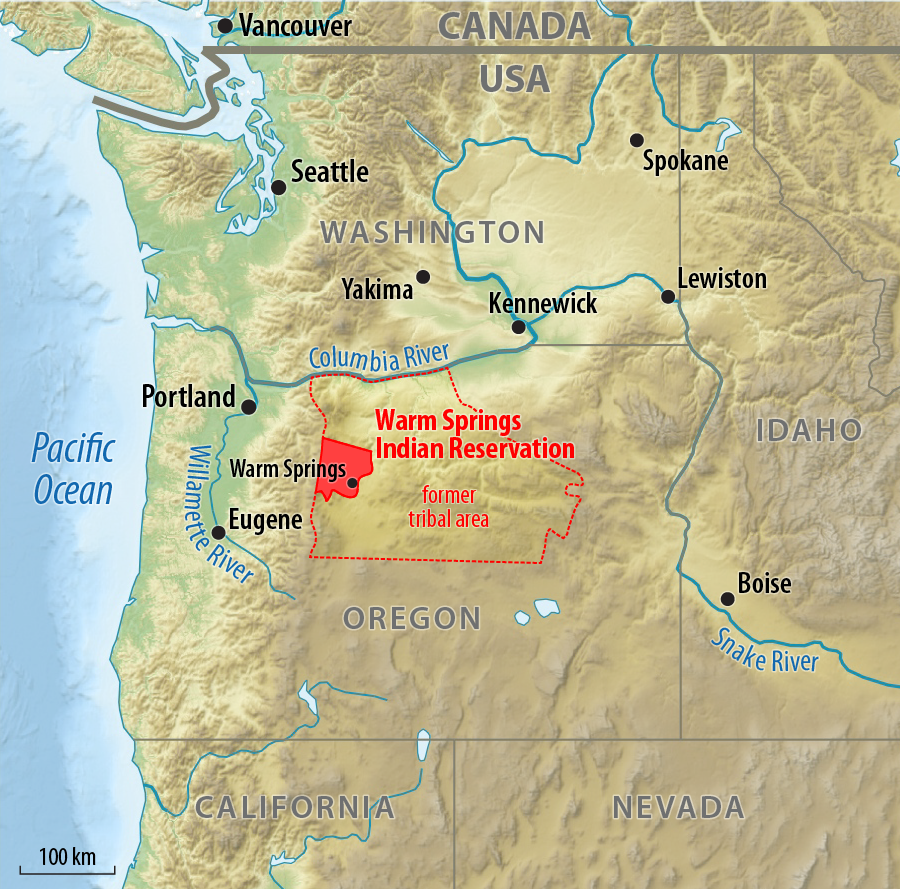

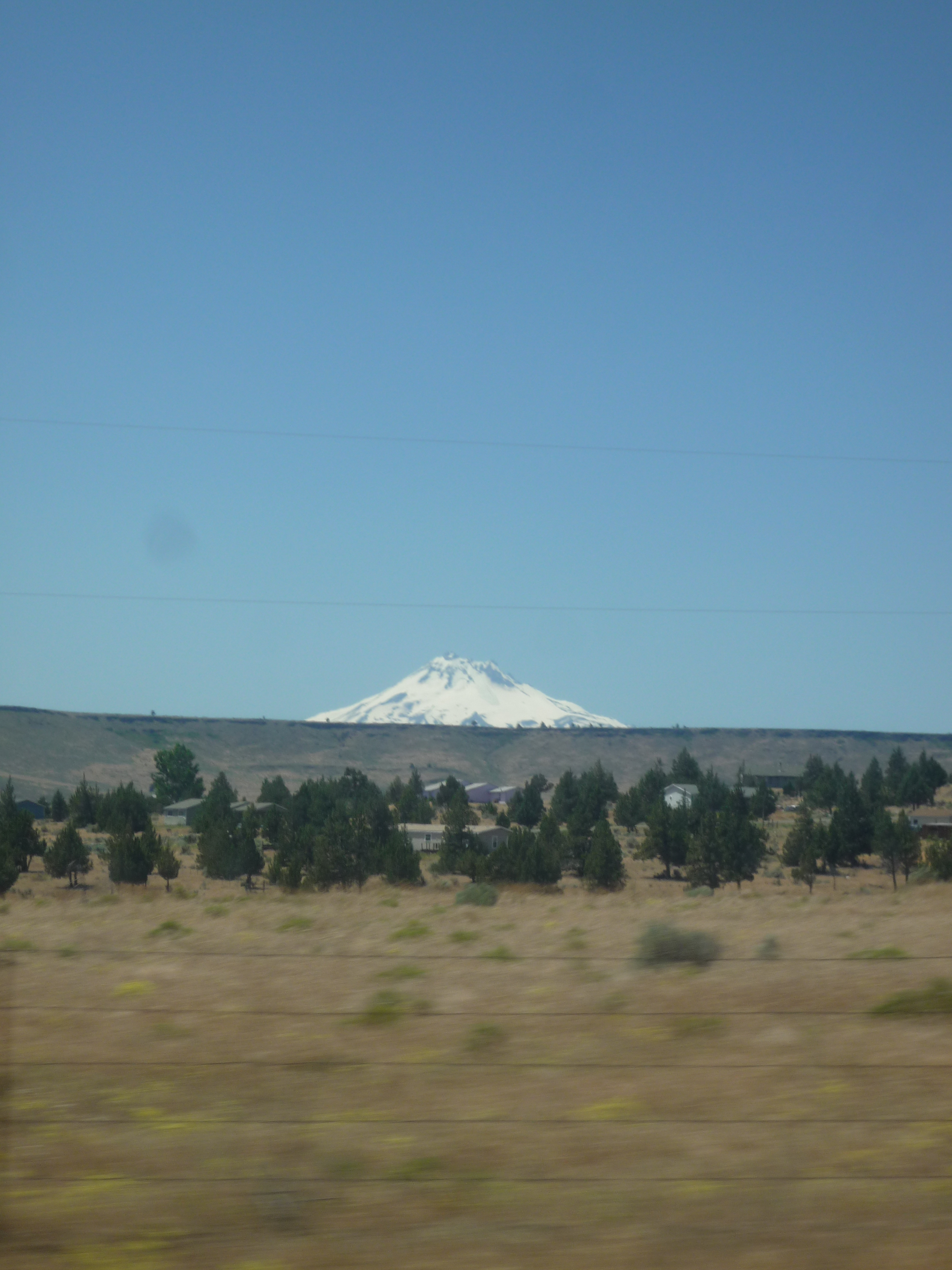
Il deserto nella Riserva indiana di Warm Springs con il Monte Jefferson da sfondo.

La Riserva indiana di Warm Springs copre una superficie di 2640 km² (1019 miglia quadrate) nella parte centro-settentrionale dell'Oregon, negli Stati Uniti d'America ed è occupata e governata dalle Tribù Confederate di Warm Springs.

## Tribù

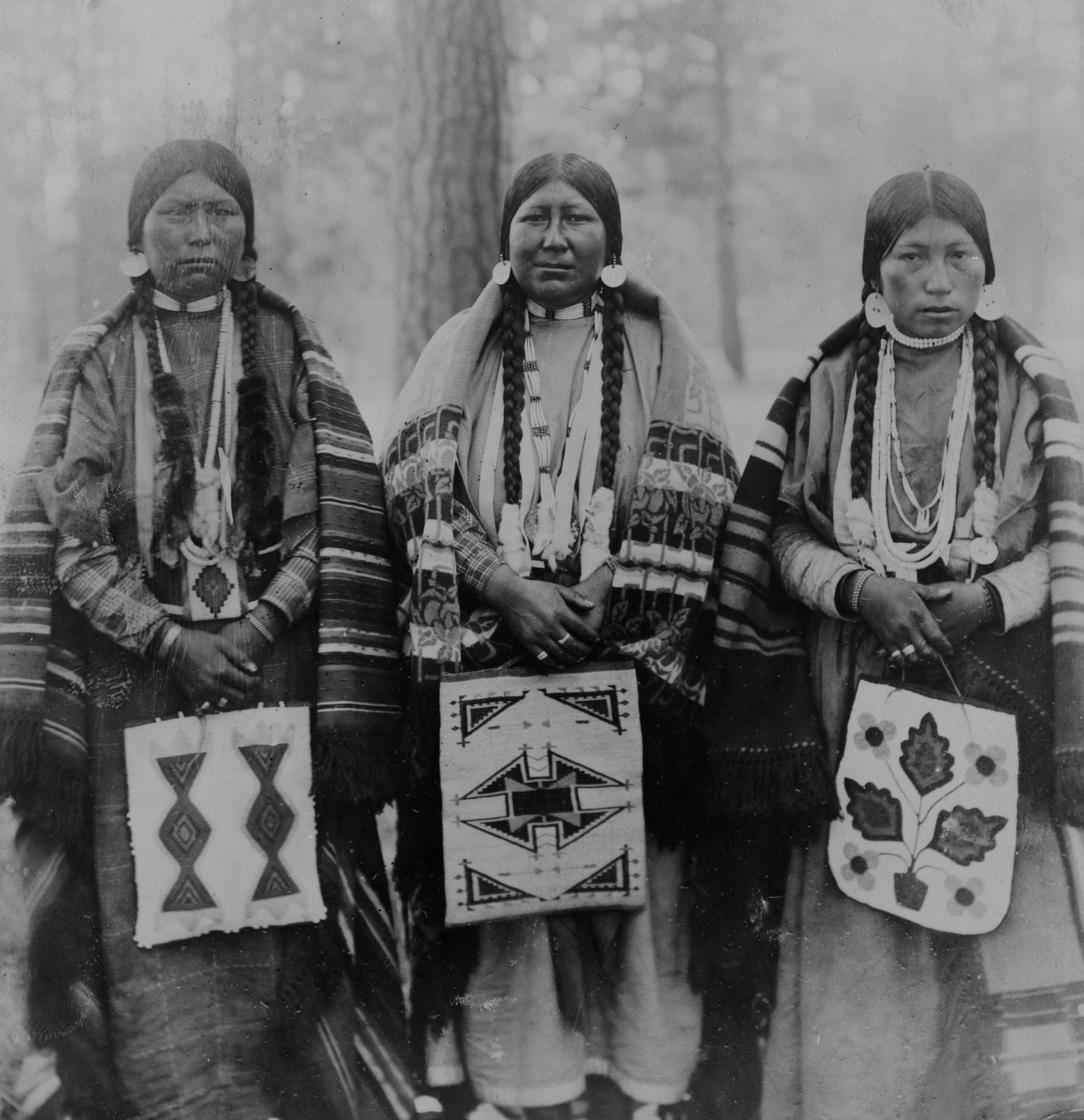
Tre donne fotografate nella riserva nel 1902

Sono tre le tribù che formano la confederazione: i Wasco, i Tenino e i Paiute del Nord. Dal 1938 esse sono state unificate come le Tribù Confederate di Warm Springs.

## Creazione
La riserva fu istituita con un trattato nel 1855, che definì i suoi confini nel modo seguente:
Cominciando nel mezzo del canale del fiume Deschutes di fronte all'estremità orientale di un tratto di terre elevate solitamente conosciute come le Mutton Mountains; da qui verso ovest fino al vertice di detto tratto, lungo la spaccatura fino al suo collegamento con le Cascade Mountains; verso la cima di dette montagne; verso sud fino al monte Jefferson; da lì in giù il ramo principale del fiume Deschutes; dirigendosi in questa vetta, fino all'incrocio con il fiume Deschutes; e quindi giù nel mezzo del canale di detto fiume fino al luogo di inizio.
Le bande di Warm Springs e le bande Wasco cedettero i diritti di proprietà su un'area di 40000 km quadrati, che avevano abitato per oltre 10.000 anni, in cambio di assistenza sanitaria di base, istruzione e altre forme di assistenza, come stabilito dal Trattato con le tribù dell'Oregon centrale (25 giugno 1855). Altre disposizioni del trattato del 1855 garantivano che i membri delle tribù conservassero i diritti di caccia e di pesca nella "zona naturale e abituale" da loro ceduta. Questi diritti di caccia e pesca del trattato sono diritti che sono stati mantenuti dalla tribù e non sono "diritti speciali" concessi dal governo degli Stati Uniti.
Nel 1879, il governo degli Stati Uniti trasferì un piccolo gruppo di Paiute nella riserva, nonostante la loro storia di conflitto con le tribù del fiume Columbia.

## Geografia
La riserva giace principalmente nelle contee di Wasco e Jefferson, ma ci sono sezioni più piccole in altre sei contee; in ordine decrescente di area occupata esse sono: Clackamas, Marion, Gilliam, Sherman, Linn e Hood River. (La porzione della Contea di Hood River consiste in piccolissime sezioni di terre non contigue nell'angolo nord-est della contea.) La riserva è a 169 km (105 miglia) a sud-est di Portland; un'area di 1410 km² (348000 acri), corrispondente a più della metà della superficie della riserva, è boscosa. Secondo il censimento del 2000 la popolazione totale della riserva contava 3 314 abitanti.

## Demografia
L'unico centro abitato di rilievo nella riserva è Warm Springs (conosciuto anche come la Warm Springs Agency), che include più del 73% della popolazione della riserva.

## Culture
La Riserva di Warm Springs è una delle ultime isole linguistiche negli Stati Uniti in cui si parla un dialetto Chinook a causa della sua utilità come linguaggio intertribale. Le forme del dialetto usate dagli anziani a Warm Springs variano considerevolmente dalla forma fortemente creolizzata usata a Grand Ronde.
Ie lingue insegnate nelle scuole della riserva sono Kiksht (o Chinook superiore), Numu (lingua dei Paiute del Nord) e Ichishkiin Snwit (appartenente alle lingue sahaptin).

## Economia
La principale fonte di reddito per le tribù è rappresentata dai progetti idroelettrici (Warm Springs Power Enterprises) sul fiume Deschutes. Le tribù operano anche nelle industrie di prodotti forestali di Warm Springs.
Molti membri delle tribù si dedicano alla pesca commerciale e di sussistenza e nel fiume Columbia, pescando salmone, trote e storione. I membri delle tribù pescano anche nel fiume Deschutes, principalmente a Sherars Falls.
I diritti di pesca della tribù sono protetti da un trattato e sono stati riaffermati da casi giudiziari come Sohappy v. Smith e Stati Uniti v. Oregon.

### Turismo
Nel 1964 venne completata la prima parte del Kah-nee-ta Resort. Il Kah-nee-ta Village è un complesso di alloggi con un motel, cottage e tende tipi. Il resort include infine un lodge, un casinò, un centro congressi e un campo da golf.

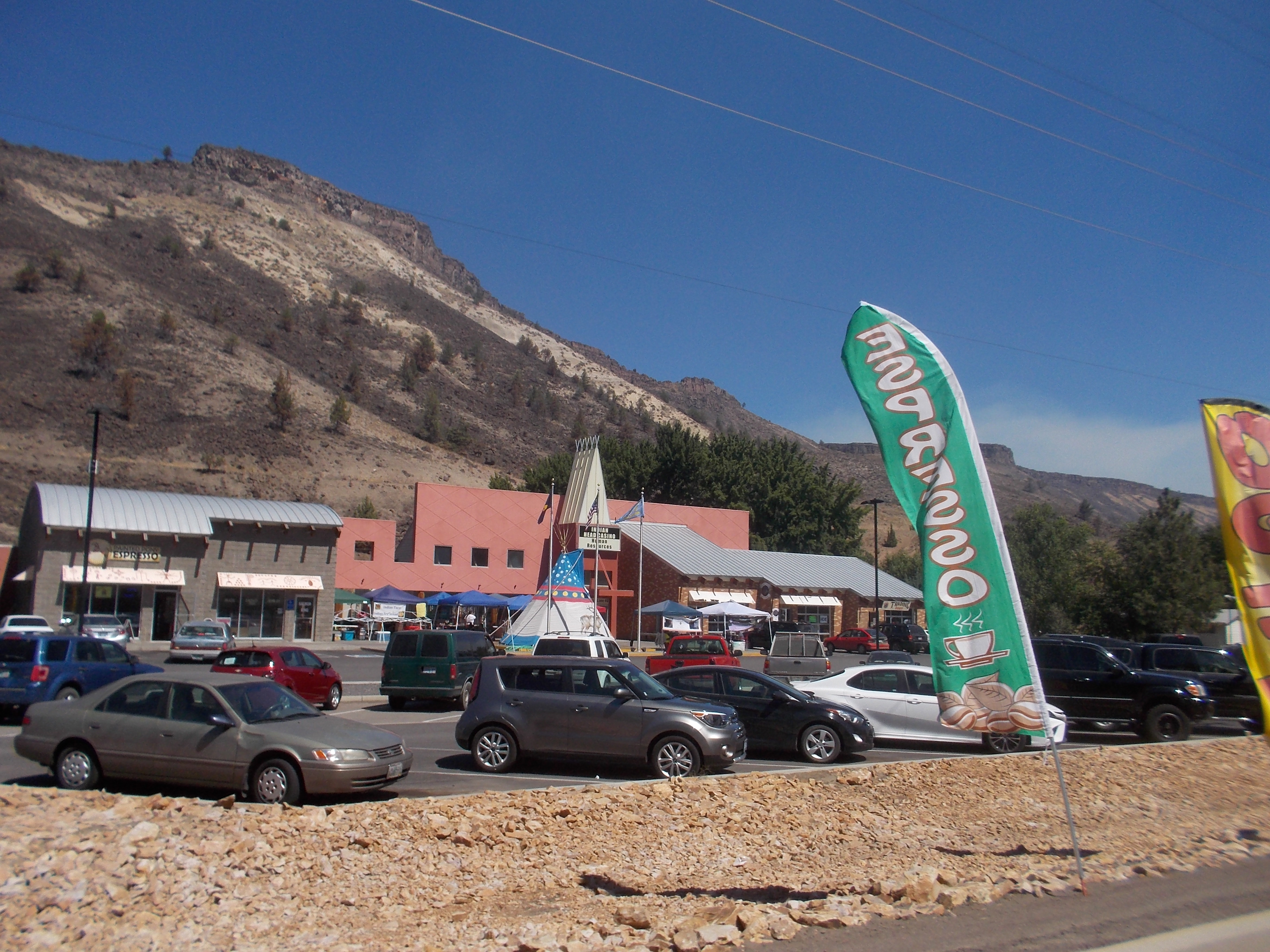
L'Indian Head Casino

L'Indian Head Casino sulla U.S. Route 26 è stato aperto nel febbraio 2012. Esso comprende 1700 m² (18000 piedi quadrati) di spazio di gioco, con 500 slot machines e 8 tavoli di blackjack. Le tribù aspettano di guadagnare dal casinò tra 9 e 12 milioni di dollari l'anno. Il casinò precedentemente operava a Kah-Nee-Ta, dove possedeva solo 300 slot machine e il giro d'affari era tra 2 e 4 milioni di dollari all'anno. La nuova posizione era destinata ad essere più accessibile ai viaggiatori, dal momento che Kah-nee-ta si trova a circa mezz'ora dalla U.S. Route 26.

### Altre iniziative imprenditoriali
Nel 2016, la segheria della tribù, anch'essa situata sull'autostrada 26 vicino al villaggio di Warm Springs, ha chiuso. Era operativa da decenni, ma la produzione era diminuita negli ultimi anni. Una soluzione proposta da un'entità tribale, Warm Springs Ventures, per creare nuove entrate e posti di lavoro per la tribù era il lancio di tre nuove imprese: la coltivazione, l'estrazione e la distribuzione della cannabis; certificazione e fabbricazione di droni e addestramento; un'impresa per la riduzione delle emissioni di anidride carbonica che potrebbe trattare con i principali inquinatori. Si prevedeva che tutte e tre le società avrebbero operato nel 2017. La tribù ha ottenuto il diritto dalla Federal Aviation Administration di certificare gli operatori nel campo dei droni nel 2016. Il progetto sulla cannabis è stato approvato con un voto di membri tribali, ma a ottobre 2016 si sono dovuti ancora confrontare su difficoltà finanziamento.